# Woche des internationalen Radsports der DDR
Die Woche des internationalen Radsports der DDR war eine jährliche Rennserie in der DDR. Sie bestand aus mehreren Eintagesrennen und Kriterien. Gesamtsieger wurde der Radrennfahrer, der an allen Rennen teilnahm und insgesamt die geringste Gesamtfahrzeit aufwies. Dabei gab es für die besten drei Fahrer in jedem Rennen Zeitgutschriften (20, 10 und 5 Sekunden). In einigen Jahren wurde der Gesamtsieger mit einer Punktewertung ermittelt. Der jeweils Führende trug das Gelbe Trikot, der Führende in der Nachwuchswertung trug das Weiße Trikot.

## Geschichte
Die erste Austragung fand 1964 statt, damals noch ohne eine Gesamtwertung wie auch bis 1966. Die Woche wurde vom Deutschen Radsportverband der DDR eingeführt, da man in der Verbandsspitze für die Nationalmannschaftsfahrer mehr internationale Vergleichsmöglichkeiten bei Eintagesrennen schaffen wollte.

## Ergebnisse
| Jahr | Sieger              | Zweiter            | Dritter          | Rennen |
| ---- | ------------------- | ------------------ | ---------------- | --- |
| 1964 | Keine Gesamtwertung |                    |                  | - Rund um Berlin 1964 - Kriterium Wurzen - Rund um das Ostragehege - Mannschaftszeitfahren Eilenburg - Altenburg–Dresden - Rund um Sebnitz                                               |
| 1965 | Keine Gesamtwertung |                    |                  | - Rund um Berlin - Kriterium Niesky - Kriterium Berlin - Kriterium Leipzig - Barkas-Preis - Rund um Sebnitz                                                                              |
| 1966 | Keine Gesamtwertung |                    |                  | - Rund um Berlin - Preis der Stadt Magdeburg - Kriterium Wolfen - Barkas-Preis - Kriterium Niesky - Rund um Sebnitz                                                                      |
| 1968 | Lothar Appler       | Olavi Ulm          | Erhard Hancke    | |
| 1969 | Axel Peschel        | Klaus Ampler       | Horst Wagner     | |
| 1970 | Dieter Gonschorek   | Elio Parise        | Axel Peschel     | - Rund um Berlin - Torgau - Wolfen (23. Sep.) - Hainichen (25. Sep.) - Rund um Sebnitz (27. Sep.)                                                                                        |
| 1971 | Michael Milde       | Dieter Gonschorek  | Bernd Knispel    | |
| 1972 | Wolfgang Lötzsch    | Michael Schiffner  | Karel Valenta    | - Rund um Berlin - Kriterium in Ludwigsfelde - Großer Preis der Stadt Torgau - Chemie-Preis Arnstadt - Rund um den Hopfenberg in Erfurt - Rund um Sebnitz                                |
| 1973 | Dieter Gonschorek   | Michael Schiffner  | Wolfram Kühn     | - Rund um Berlin (15. Sep.) - Kriterium in Ludwigsfelde (16. Sep.) - Schleusingen (18. Sep.) - Erfurt (19. Sep.) - Dresden (21. Sep.) - Rund um Sebnitz (23. Sep.)                       |
| 1974 | Wolfgang Lötzsch    | Waleri Tschaplygin | Siegfried Kramer | - Rund um Berlin (3. August) - Kriterium in Ludwigsfelde (4. August) - Kriterium in Erfurt (6. August) - Kriterium in Blankenburg (Harz) (12. Aug.) - Tribüne Bergpreis (10.–11. August) |
| 1975 | Rainer Salan        |                    |                  | - Rund um Berlin |